# Шумилово (Лавровская волость)
Шуми́лово — деревня в Печорском районе Псковской области России. Входит в состав сельского поселения «Лавровская волость».
Расположена на берегу реки Месгушка (при её впадении в Кудеб), в 7,5 км к востоку от волостного центра, деревни Лавры, и в 42 км к югу от райцентра, города Печоры.

## Население
Численность населения деревни по оценке на конец 2000 года составляла 14 жителей.
| 2001 | 2002 | 2010 |
| ---- | ---- | ---- |
| 14   | ↘13  | ↘9   |